# Cromlech von Tojal
 Der Cromlech von Tojal (portugiesisch Cromeleque de Tojal – auch Recinto Megalítico do Tojal genannt) gehört zu den Megalithen im Distrikt Évora und liegt südlich von Montemor-o-Novo im Distrikt Évora in Portugal.
In einem von Megalithen geprägten Gebiet sticht der Cromlech von Tojal mit 17 Steinen, einem nahen Menhir und sechs Antas unterschiedlichen Typs und Erhaltungszustandes etwas heraus.
Der Cromlech von Tojal ist ein offener Steinkreis aus 17 Granitsteinen. Die meisten sind umgefallen, liegen aber in der Nähe ihrer ursprünglichen Position. Er ist noch nicht klassifiziert, kann chronologisch aber wie andere Denkmäler des gleichen Typs in der Region (Almendres) in das Chalkolitikum eingeordnet werden.
Der hufeisenförmige Cromlech befindet sich an einem steilen Hang und ist nach Osten ausgerichtet. Ein größerer Menhir in der Gruppe, in den fünf kreuzförmig angeordnete Dreiecke eingeschnitten sind, teilt die beiden Hälften. Der Cromlech  ist 18 Meter lang und 16 Meter breit.
Etwa 450 m entfernt steht der Menhir von Tojal und 140 m nördlich die Anta 1 von Quinta do Gato.